# Esperanto (album)
Esperanto är det första studioalbumet av den nedlagda techno-duon Elektric Music, bestående av den före detta Kraftwerk-medlemmen Karl Bartos och Lother Manteuffel. Flera av låtar är snarlika Kraftwerks låtar.

## Kritik
AllMusic gav albumet 4 av 5 och beskrev:
| ”          | A fine slice of electronica, Esperanto demonstrates that in 1993, the teacher was quite willing to learn some things from his students. | „ |
| – AllMusic | |   |

## Låtlista
| Nr | Titel               | Kompositör                                     | Längd |
| -- | ------------------- | ---------------------------------------------- | ----- |
| 1. | TV                  | Karl Bartos, Lothar Manteuffel                 | 5:44  |
| 2. | Show Business       | Karl Bartos, Lothar Manteuffel, Andy McCluskey | 3:20  |
| 3. | Kissing the Machine | Karl Bartos, Andy McCluskey                    | 5:05  |
| 4. | Lifestyle           | Karl Bartos                                    | 4:46  |
| 5. | Crosstalk           | Karl Bartos, Lothar Manteuffel, Emil Schult    | 5:52  |
| 6. | Information         | Karl Bartos                                    | 8:35  |
| 7. | Esperanto           | Karl Bartos                                    | 4:41  |
| 8. | Overdrive           | Karl Bartos, Emil Schult                       | 5:23  |